# Деже Новак
Деже Новак (угор. Novák Dezső; 3 лютого 1939, Як, Угорщина — 26 лютого 2014, Будапешт) — угорський футболіст і тренер, дворазовий олімпійський чемпіон Ігор в Токіо (1964) і Мехіко (1968).

## Біографія
Виступав на позиції захисника за «Халадаш» і «Ференцварош». Виступав за найтитулованіший угорський клуб протягом 12 сезонів, провів 251 матч. У його складі виграв чотири чемпіонські титули (1962/63, 1964, 1967, 1968), Кубок Угорщини (1971/72) і Кубок ярмарків (УЄФА) (1965), який на момент смерті футболіста залишався єдиним єврокубковим трофеєм в скарбничці угорських клубів. У 1968 році ставав фіналістом, а в 1972 році — півфіналістом Кубка УЄФА. Завершив ігрову кар'єру в 1975 році.
Дворазовий олімпійський чемпіон літніх Ігор в Токіо (1964) і Мехіко (1968). Бронзовий призер чемпіонату Європи в Іспанії (1964). Як головний тренер «Ференцвароша» тричі вигравав першість Угорщини, а в 1995 році вперше вивів будапештців у групову стадію Ліги чемпіонів УЄФА.

## Титули і досягнення
Гравець
- Чемпіон Угорщини (4):

Ференцварош: 1963, 1964, 1967, 1968
- Володар Кубка Угорщини (1):

Ференцварош: 1972
- Володар Кубка ярмарків (1):

Ференцварош: 1965
- Олімпійський чемпіон (2):

Угорщина: 1964, 1968
- Бронзовий олімпійський призер: 1960
- Найкращий бомбардир Чемпіонату Європи (1):

Угорщина: 1964
Тренер
- Чемпіон Угорщини (3):

Ференцварош: 1981, 1995, 1996
- Володар Кубка Угорщини (1):

Ференцварош: 1995
- Володар Суперкубка Угорщини (1):

Ференцварош: 1994